# Rosario (rzeka)
Rosario (hiszp. Río Rosario) – rzeka w departamencie Colonia w Urugwaju w Ameryce Południowej.
Źródło rzeki znajduje się w paśmie Cuchilla Grande Inferior, skąd płynie w kierunku południowym, następnie południowo-zachodnim i znów południowym. Przepływa przez m.in.: Nueva Helevica, Rosario oraz La Paz. Uchodzi bezpośrednio do estuarium La Platy przy miejscowości Boca del Rosario.